# Шамлі Микола Миколайович
Микола Миколайович Шамлі (нар. 15 січня 1942, с-ще Сартана, нині Донецька область) — український музикант, композитор, аранжувальник, концертмейстер. Член Національної ліги українських композиторів (1996). Заслужений діяч мистецтв України (2010).

## Життєпис
Микола Шамлі народився 15 січня 1942 року в с-щі Сартані, нині Маріупольського району на Донеччині.
Закінчив відділення народних інструментів
(баян) Полтавського музичного училища (1958); Молодечненське музичне училище (1960, нині Білорусь). Працював викладачем Гродненського музичного училища (1962—1963, нині Білорусь).
Від 1963 — у Тернополі; в обласній філармонії: засновник і керівник оркестру танцювального ансамблю
«Надзбручанка» (1963—1973) та вокально-інструментального ансамблю «Дністер»; засновник і керівник ВІА «Молодість» педагогічного інституту (1977—1991, нині національний університет), керівник оркестру ансамблю «Червона козина» (1991—2004).

## Доробок
Автор орієнтовно 1000 аранжувань народних та естрадних пісень і мелодій; 20 пісень, міні-балетів «Пам'яті
Януша Корчака» (1980) та «Ніч перед Різдвом» (2001), інструментальних творів на теми стрілецьких і лемківських
пісень, обробок для хорів, ансамблів, для баяна —
народних пісень та романсів, сюїти «Буратіно» (1990).
Підтримував творчі зв'язки з Назарієм Яремчуком; 1973—1974 роках з ВІА «Смерічка» та «Чумаки» дав понад 80 концертів у населених пунктах Тернопільщини. Гастролював із різними колективами в Болгарії, Німеччині, Польщі, Франції, Югославії, на о. Мартиніка й інших.
Серед вихованців — Олександр Бурміцький, Оксана Пекун.

## Нагороди
- заслужений діяч мистецтв України (20 серпня 2010) — за значний особистий внесок у соціально-економічний, науково-технічний і культурний розвиток Української держави, вагомі трудові досягнення, багаторічну сумлінну працю та з нагоди 19-ї річниці незалежності України[2];
- лауреат республіканського конкурсу молодих музикантів-виконавців (Молодечно, Білорусь).